# Mbororé
Tekoá Mbororé é uma área indígena situada na Reserva Puerto Iguazú, na província argentina de Misiones. Chamada de Aldeia Fortín Mbororé pelos não-indígenas, em 2007 esta tekoá ganhou evidência ao se colocar voluntariamente em uma situação de isolamento após os suicídios de dois de seus jovens, creditado pelo conselho de anciões à influência maligna do ocidente bem como ao abuso na ingestão de álcool.